# デーゲンメイデン
『デーゲンメイデン』（DEGEN MADCHEN）は、田口仙年堂による日本のライトノベル。イラストは柴乃櫂人が担当している。富士見ファンタジア文庫（富士見書房）より2012年6月から2013年7月まで刊行された。
メディアミックスとして、たかの雅治によるコミカライズが『エイジプレミアム』で2013年2月号から同年7月号まで連載された。

## 登場人物
若林錬司（わかばやし れんじ）
本作の主人公。高校生にして、弁慶機関第3課に所属する少年。
薄緑（うすみどり）
錬司と契約しているDアーム。
700年を生きた名刀膝丸で、多くの人間のもとを渡り歩いてきたため、彼女には多くの人格が宿っている。
片剣ライラ（かたつるぎ ライラ）
表向きは錬司の先輩だが、実は弁慶機関第3課係長。
クールな外見故に女子からの人気が高い。
島原糸（しまばら いと）
知らぬ間にDアームと契約してしまった女子中学生。伝承者としての調査を受けるため、故郷を離れ、錬司と同居している。

## 用語
Dアーム
長い時間を経て霊力を蓄え、人格と特殊能力を備えた武器。人間と契約することで力を発揮する。契約者は伝承者（テイルキーパー、「武器の逸話を語り継ぐ者」の意）と呼ばれる。
弁慶機関（べんけいきかん）
Dアームを管理する組織。

## 既刊一覧

### 小説
- 田口仙年堂（著）・柴乃櫂人（イラスト）、富士見書房〈富士見ファンタジア文庫〉、全5巻
  - 『デーゲンメイデン 1.台場、両断』、2012年6月20日発売[1]、ISBN 978-4-8291-3772-7
  - 『デーゲンメイデン 2.池袋、穿孔』、2012年10月20日発売[2]、ISBN 978-4-8291-3813-7
  - 『デーゲンメイデン 3.後楽園、破砕』、2013年2月20日発売[3]、ISBN 978-4-8291-3859-5
  - 『デーゲンメイデン 4.東京、崩壊』、2013年7月20日発売[4]、ISBN 978-4-8291-3915-8
  - 『デーゲンメイデンEX』、2013年7月25日発売[5]、ASIN B00FMI30PW（※電子書籍版のみ）
    - ドラゴンマガジン掲載の文庫未収録の計4作をつめた短編集。

### 漫画
- 田口仙年堂（原作）・柴乃櫂人（キャラクターデザイン）・たかの雅治（作画） 『デーゲンメイデン』 富士見書房〈富士見ファンタジア文庫〉、2013年3月19日発売[6]、ISBN 978-4-04-712884-2